# Караїна
Караї́на — село в Україні,  у Теофіпольській селищній громаді Хмельницького району Хмельницької області. Розташоване на північному заході району. До 2020 підпорядковане Гаврилівській сільській раді. 

## Історія
Вперше село під назвою Кароліна згадується 25 серпня 1747 року в реєстрі подимного податку в Кременецькому повіті. Село належало тоді до Ляховецького ключа, а трохи пізніше – до Теофіпольського. Так воно називалось до 1930 року. Ця назва походить  від імені поміщиці княгині Кароліни Яблоновської, яка його заснувала у першій половині XVIII століття. Кароліна була висілком села Карабіївки. Колишні карабіївчани стали називати село Караїною або Караліною. Ця назва спочатку закріпилася в устах мешканців, а після 1930 року – в документах. 
7 (20) листопада 1917 року, відповідно до.Третього Універсалу Української Центральної Ради, увійшло до складу Української Народної Республіки.
У селі 43 двори, 121 мешканець (2007).
12 червня 2020 року, відповідно до розпорядження Кабінету Міністрів України № 727-р «Про визначення адміністративних центрів та затвердження територій територіальних громад Хмельницької області», увійшло до складу Теофіпольської селищної громади.
19 липня 2020 року, в результаті адміністративно-територіальної реформи та ліквідації Теофіпольського району, село увійшло до складу Хмельницького району.

## Населення

### Мова
Розподіл населення за рідною мовою за даними :
| Мова       | Кількість | Відсоток |
| ---------- | --------- | -------- |
| українська | 137       | 99.28%   |
| російська  | 1         | 0.72%    |
| Усього     | 138       | 100%     |

## Галерея

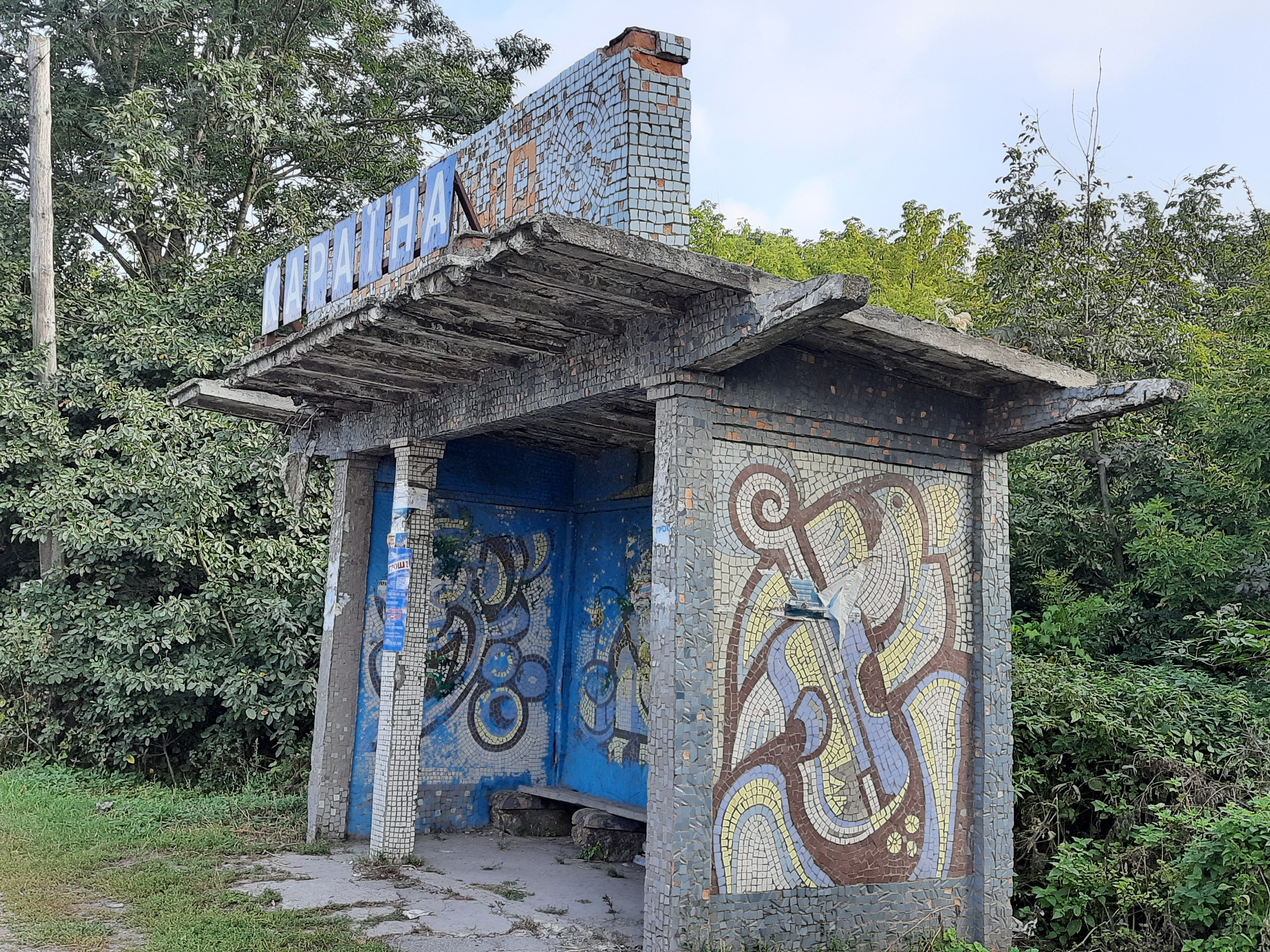
Автобусна зупинка біля села
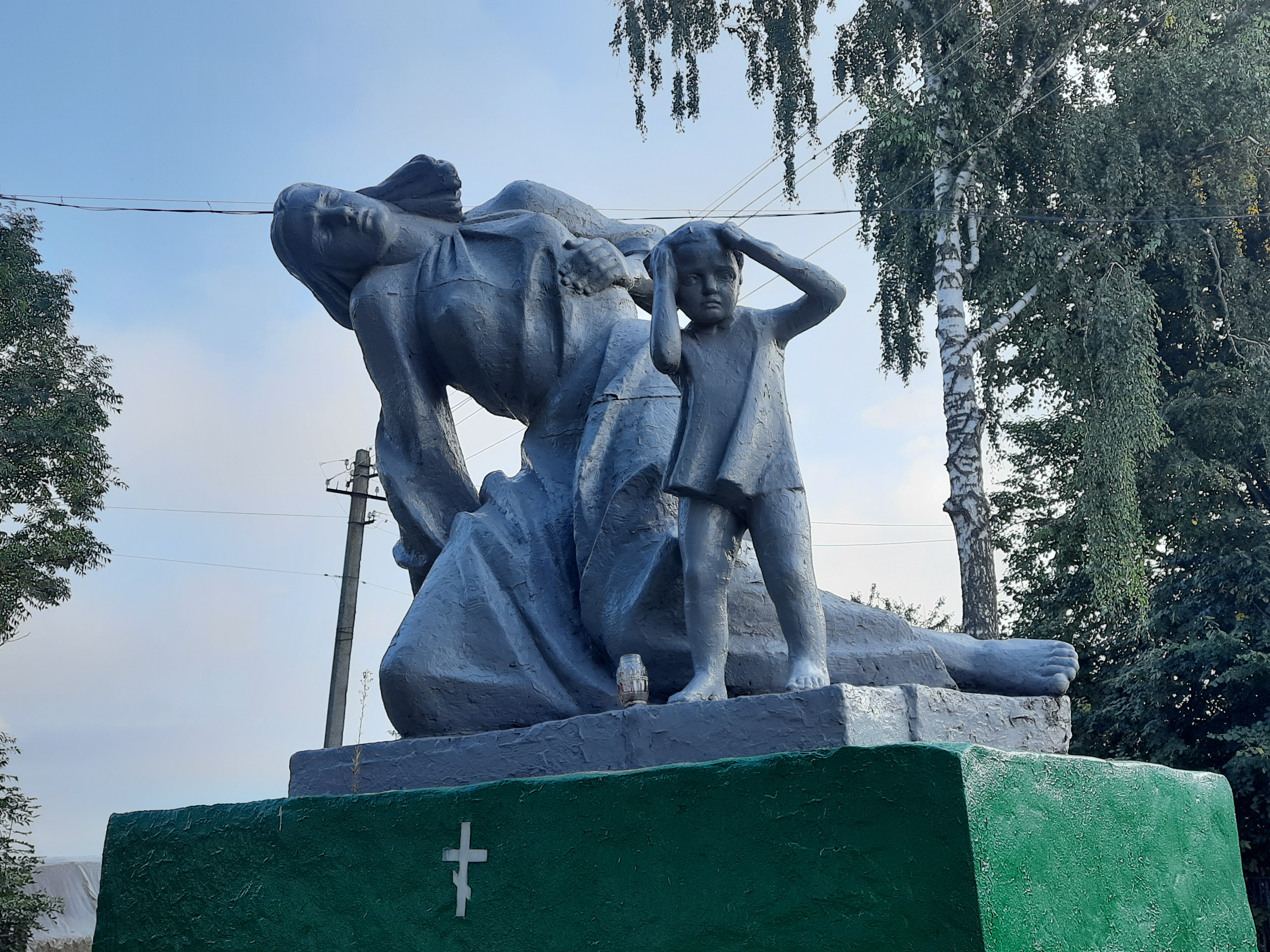
Пам'ятник спаленому селу